# Brandlberg-Keilberg

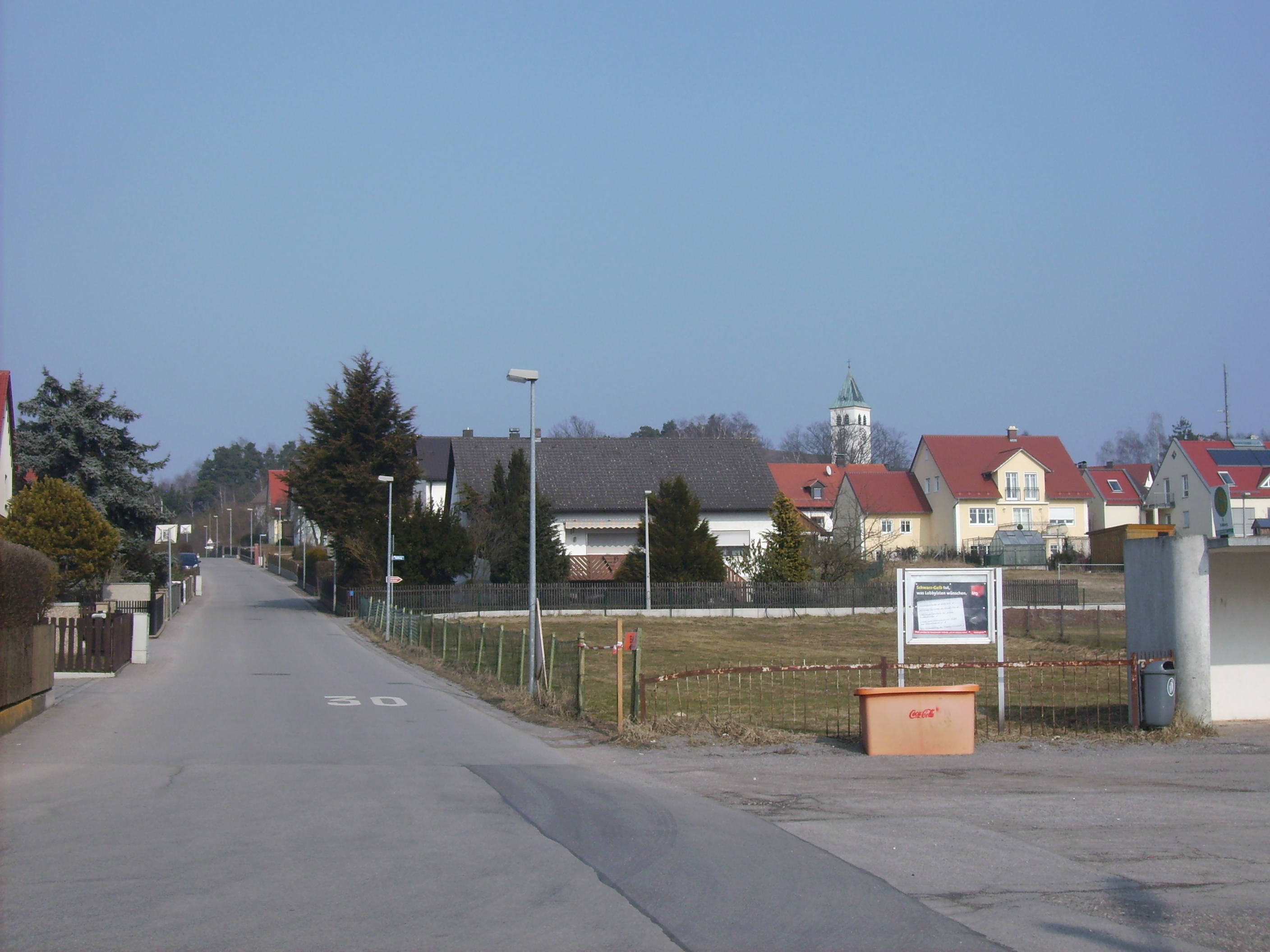
Keilberg von der ehemaligen Busumkehr gesehen

Brandlberg-Keilberg ist der Stadtbezirk 06 von Regensburg und liegt im Nordosten der Domstadt. Am 31. Dezember 2022 betrug die Einwohnerzahl 3.729. Die Stadtbezirksgröße beträgt 564 Hektar.

## Keilberg

### Lage

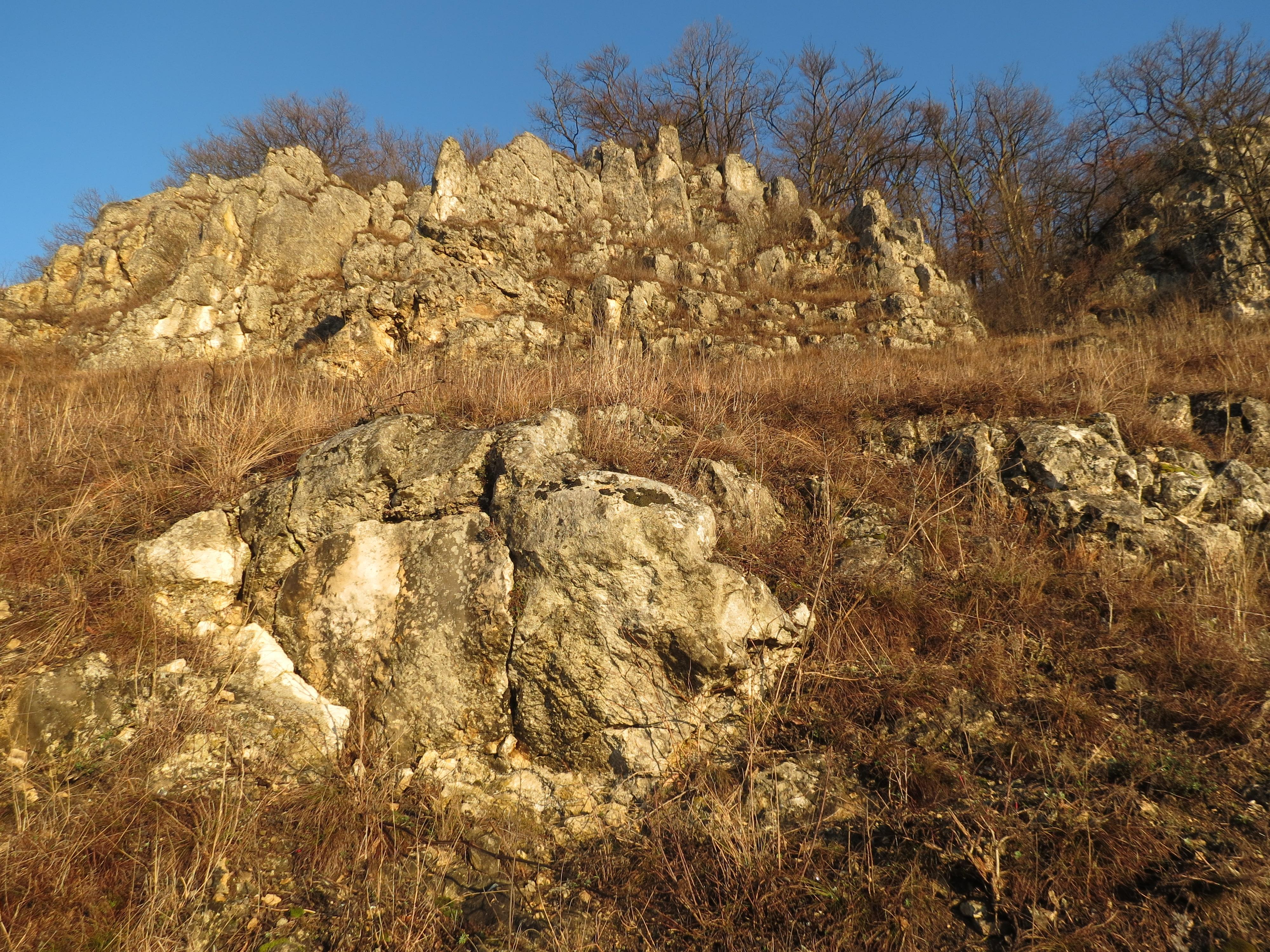
Felsen am Südhang des Keilbergs

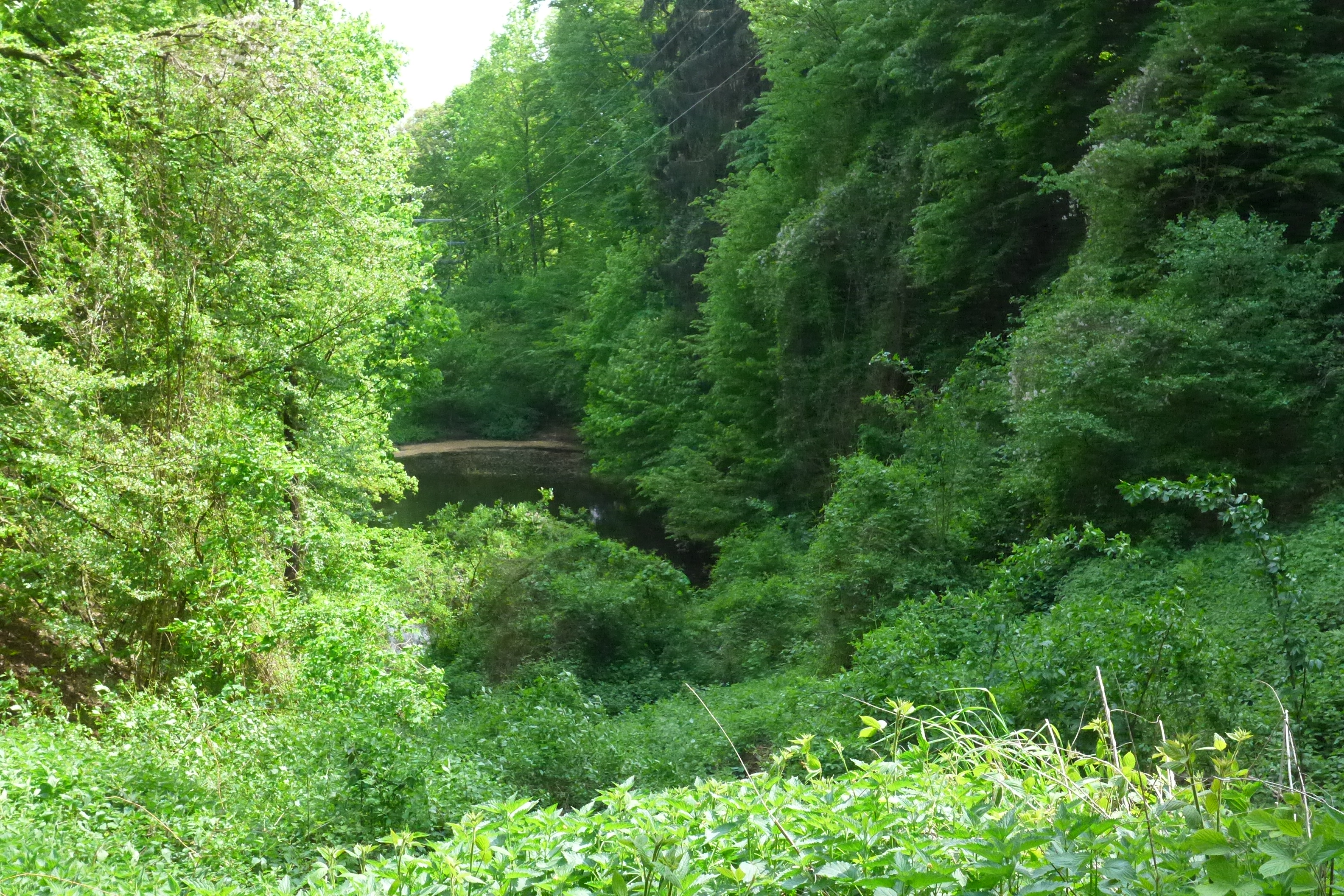
Tegernheimer Schlucht

Keilberg liegt auf dem östlichsten Ausläufer des Fränkischen Jura und ist der höchstgelegene Stadtteil Regensburgs. Mit 469 m ü. NHN ist der Wasserhochbehälter nördlich der Kirche St. Michael der höchste Punkt im Stadtgebiet. Aus diesem Grund wurden auf dem Berg 1953 der UKW-Sender Hohe Linie sowie ein BOS-Funk-Relais eingerichtet. Die Jurahänge des Keilsteins treffen im Osten in der Tegernheimer Schlucht auf das Granitgestein des Bayerischen Waldes. Dort haben die Verschleppung und Aufrichtung der Juraschichten zur Bildung einer Störungslinie, geführt, wo auf engstem Raum verschiedenste Gesteinsarten und -schichten zu finden sind. Deshalb zählt der Keilberg zu den geologisch interessantesten Regionen Deutschlands. 
Nach Westen neigt sich die mit Steppenheide und Wald bewachsene Hochfläche nur schwach, fällt aber nach Süden hin zum Donautal mit dem sog. Keilsteiner Hang schroff ab und bildet dabei malerische Felsen.

### Herkunft der Namen
Der Name „Brandlberg“ beschreibt ein auf einer Anhöhe gelegenes Siedlungsland, das durch Abbrennen von Buschwerk entstand. Die Herkunft des Namens „Keilberg“ ist nach wie vor nicht endgültig geklärt. Der Wortbestandteil „Keil“ könnte sich vom keltischen Wort „kall“ oder „kell“ für „Berg“ ableiten. Wahrscheinlicher ist jedoch, dass dem Namen die mittelhochdeutsche Bezeichnung „Kä(h)stein“ für „Krähenstein“ zugrunde liegt. In einer Urkunde von 1310 findet sich die Ortsangabe „unter dem Keinstein.“ Für das  Jahr 1508 findet sich eine urkundliche Erwähnung des Flurnamens  „Keilstein“. Auf mehreren Stichen aus dem 17. Jahrhundert finden sich  die Bezeichnungen „Käßstein“ und „Kußstein“.

### Geschichte
Schon in der Altsteinzeit lässt sich eine Siedlungstätigkeit auf dem Keilberg nachweisen. Werkzeugfunde aus Stein deuten darauf hin, dass sich bereits vor 45.000 Jahren Rast- und Lagerplätze in der Nähe der heutigen Kirche und am Silberbrunnen befanden. In den Halbhöhlen am Keilstein wurden zudem verschiedene Spitzen und Schaber aus dem Mesolithikum gefunden. Ähnliche Geräte aus Feuerstein weisen auch auf eine Besiedlung in der Jungsteinzeit hin. Ebenso liegen archäologische Funde aus der Römerzeit vor. Neben Gefäßüberresten aus Terra Sigillata stieß man außerdem auf Reste antiken Glases. Weitere Keramikfunde lassen den Schluss zu, dass der Keilberg auch im frühen Mittelalter bewohnt war. Für 1360 ist das Kloster St. Mang als Grundbesitzer auf dem Keilberg belegt, ebenso wie später andere Klöster in Regensburg und auch die Besitzer von Schloss Weichs und die anliegenden Gemeinden Reinhausen, Tegernheim und Schwabelweis.
Während der Regierungszeit von Kurfürst Karl Theodor von Bayern kam es von 1778 bis 1799 zur Aufteilung der großen Grundstücke und zur Versteigerung der Parzellen an Bauern und Siedler. Im Jahr 1805 wurde vom Reinhauser Wirt Adam Lingauer das erste Gebäude für Holzarbeiter errichtet. Er betrieb ab 1809 auch eine Lehmgrube mit Ziegelofen und ließ ein Wohnhaus errichten. Damit begann die neuzeitliche Besiedelung des Ortes und 1818 gab es schon 47 Häuser. Sehr langsam entwickelte sich die Infrastruktur. Die Versorgung mit Trinkwasser und Bau  und Erhaltung von begehbaren Wegen konnten erst ab 1925 sichergestellt werden.
Aufgrund der Nähe zum Kalksteinbruch und zur Stadt war die Bevölkerungszahl bis 1890 auf 400 Bewohner gestiegen. Ursprünglich war Keilberg Teil der Gemeinde Schönberg, der früheren Bezeichnung der heutigen Gemeinde Wenzenbach, jedoch kam ein harmonisches Verhältnis zwischen der dortigen bäuerlich geprägten Landbevölkerung und den Arbeitern in Keilberg nie zustande. Nach zähen Trennungsverhandlungen wurden der Ort Keilberg und die Einöden in seiner Umgebung zunächst 1922 nach Schwabelweis und dann mit dieser Gemeinde am 1. April 1924 in die Stadt Regensburg eingemeindet.

### Kirche

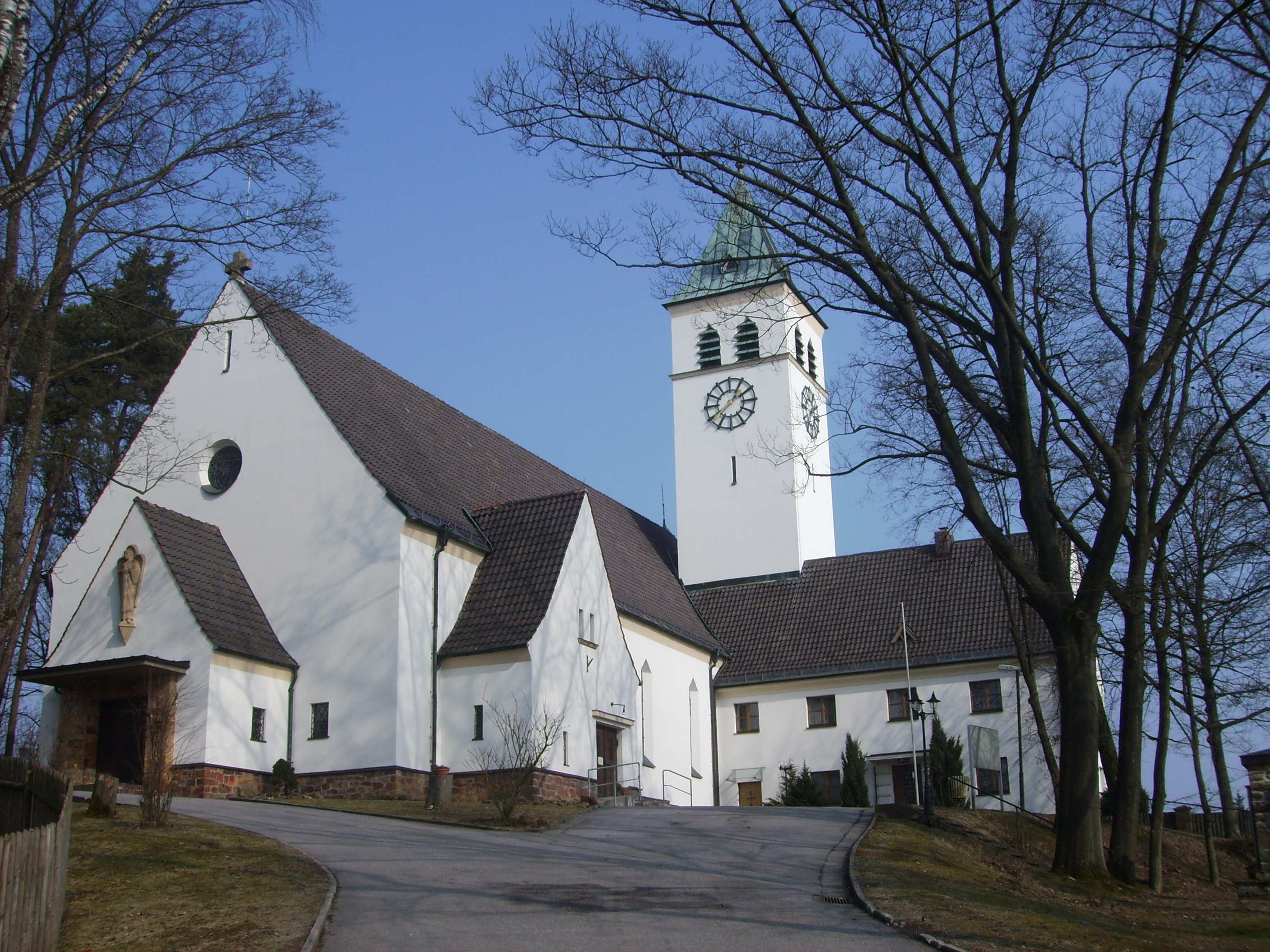
Pfarrkirche St. Michael, Keilberg

Nachdem die katholische Bevölkerung Keilbergs zuvor lange Zeit zur Pfarrei Irlbach gehört hatte, wurde 1929 der Grundstein für den Bau der eigenen Pfarrkirche St. Michael gelegt. Die Fertigstellung erfolgte bereits ein Jahr später. Die Kirche löste einen hölzernen Glockenturm ab und ist auf 471 m ü. NHN das am höchsten gelegene Gebäude Regensburgs. Vom Kirchturm aus hat man eine umfassende Fernsicht donauabwärts zum Bogenberg mit der Wallfahrtskirche, nach Norden bis nach Amberg und nach Süden wetterabhängig bis zu den Alpen.
1960 erfolgte der Bau des Pfarrheims mit dem dazugehörigen Kindergarten. Im Jahr 1963 wurde Keilberg schließlich zur selbstständigen Stadtpfarrei erhoben.

### Schule
Die Schulkinder mussten die einige Kilometer entfernte Schule im nördlich benachbarten Pfarrdorf Irlbach (gehört mittlerweile zur Gemeinde Wenzenbach) besuchen, denn das erste Schulgebäude für die Volksschule in  Keilberg wurde erst 1891 errichtet. Wegen steigender Schülerzahlen wurde das Gebäude in den folgenden Jahren mehrmals ausgebaut und erweitert. Nachdem das alte Schulgebäude durch einen Brand zerstört worden war, wurde 1955 das neue Schulhaus in seiner jetzigen Form erbaut. In Keilberg gibt es mittlerweile nur noch eine Grundschule mit vier Klassen und ca. 80 Schülern.

### Bergbau und Kalkabbau
Bis 1894 wurden am höchsten Punkt des Keilberges, nächst dem Standort des späteren Senders Hohe Linie Bergbau betrieben. Um 1841 nahmen dort die Theresienzeche und die Zeche Gut Glück den Betrieb auf. Ihre Besitzer ließen von einigen Knappen Eisenerz, Roteisenerz und auch Porzellanerde Kaolin fördern mit dem die Porzellanmanufaktur Nymphenburg beliefert wurde. Beide Zechen wurden am Ende des 19. Jahrhunderts aufgegeben, weil sie unrentabel waren. Heute erinnern nur noch die Straßennamen Eisenerzweg und Schlemmhüttenweg in Keilberg an diese Zeit. Ein geplanter Weiterbetrieb der Zechen durch die Maxhütte (Sulzbach-Rosenberg) mit bis zu 300 Bergleuten wurde um 1960 nicht verwirklicht, weil man für die Wohnhäuser in Keilberg Absenkungen befürchten musste.
Nahezu das ganze Massiv des Keilbergs besteht aus sehr reinem Felsenkalk und deshalb erfolgten nachweislich bereits 1689 Abbautätigkeiten am Südhang des Keilbergs. Nach der frühen Inbetriebnahme der Bahnstrecke Regensburg–Weiden, besonders aber wegen des günstigen Verlaufs der Bahnstrecke am Fuße des Keilbergs, konnte bereits ab 1859 mit Abbau und Abtransport von Kalkstein begonnen werden. Im Jahr 1871 begann mit der Errichtung der Kalkwerke durch den jüdischen Unternehmer David Funk der industrielle Abbau des Rohstoffs. Im Jahr 1877 folgte das Kalkwerk Micheler und ab 1897 begann das Kalkwerk Büechel seinen Betrieb.
Heute wird der Kalksteinabbau nach Firmenzusammenschlüssen und nach Entschädigung der in der Nazizeit enteigneten Familie Funk unter Hilfe der HeidelbergCement AG von der der Walhalla Kalk GmbH & Co. KG betrieben.
Nachdem in den vergangenen Jahrzehnten bereits große Teile des Keilsteiner Hangs abgetragen wurden, soll der Abbau um das Jahr 2035 eingestellt werden. Mit der Renaturierung des Gebietes wurde bereits begonnen. Für den Erhalt weiterer Gebiete wurde 1988 eigens eine Bürgerinitiative gegründet.

### Natur
Teile der Hänge des Keilberges sind bereits seit 1939 als Naturschutzgebiete ausgewiesen. Zahlreiche Pflanzenarten sind hier beheimatet, wie etwa der Geißklee (Cytisus ratisbonensis), die Alpen-Johannisbeere, Diptam (Dictamnus albus) und Türkenbund (Lilium martagon). Auch seltene Trockenrasenarten wie das Federgras (Stipa pulcherrima) finden sich hier. Um der Verbuschung der Rasenflächen entgegenzuwirken, werden sie als Weideflächen für Schafe ausgewiesen. Keilberg war lange Zeit regional für den Anbau von Erdbeeren bekannt, die auch als Keilberger Ananas bezeichnet wurde.
Der Keilberg beherbergt zudem auch zahlreiche Tierarten, unter anderen die Sandbiene, die Wasserfledermaus und den sehr seltenen Apollofalter.
Umliegende und angrenzende Naturschutzgebiete sind das Naturschutzgebiet Brandlberg, das Naturschutzgebiet Am Keilstein und das Naturschutzgebiet Südöstliche Juraausläufer bei Regensburg.

### Vereinsleben
Keilberg weist ein ausgeprägtes Vereinsleben auf. Neben dem Sportverein DJK SV Keilberg und der Freiwilligen Feuerwehr gibt es zwei Schützenvereine, den Katholischen Frauenbund, mehrere Musikvereine und Chöre, einen Seniorenclub sowie die beiden Ortsverbände der CSU und der SPD.

## Brandlberg

### Lage

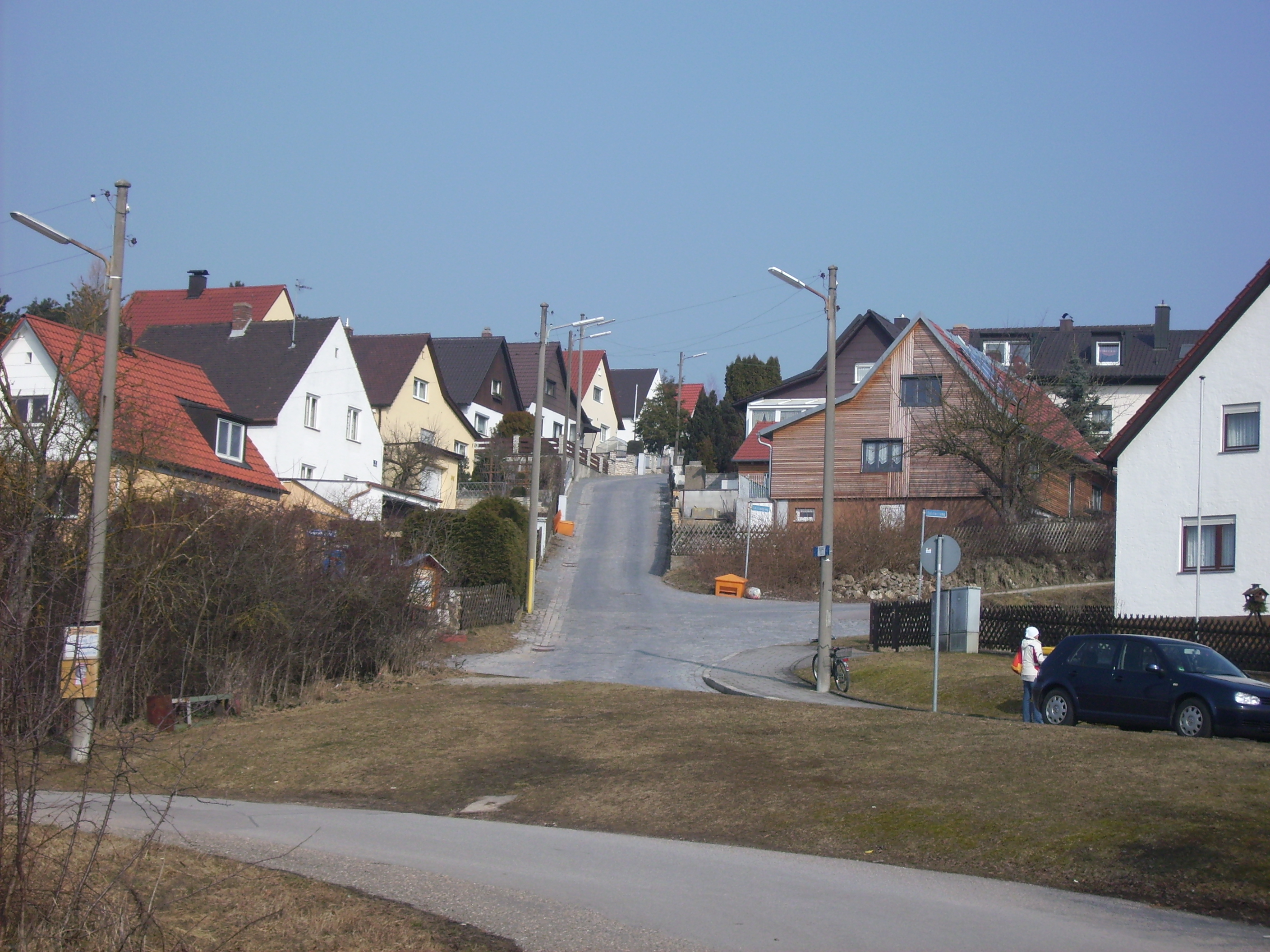
Blick auf Brandlberg

Der kleine Stadtteil Brandlberg liegt etwa einen Kilometer westlich von Keilberg unterhalb des Jurahanges direkt an der Bahnstrecke Regensburg–Hof.

### Geschichte
Der Stadtteil entstand nach 1930 in Zeiten großer Wohnungsnot. Die Stadt Regensburg hatte aus einer aufgelassenen Ackerfläche zwanzig günstig gelegene Grundstücke an Familien vergeben und die arbeitslosen Familienväter konnten dort in Eigenbau kleine Häuser mit Garten und Ackerfläche errichten. 2016 wurde mit dem Bau eines neuen Wohngebiets begonnen, das mit ca. 410 Wohneinheiten Platz für etwa 1200 Personen bieten sollte.

### Vereinsleben
In dem kleinen Stadtteil Brandlberg gibt es drei Vereine. Neben dem Sportverein BSC Regensburg (Ball Spiel Club Regensburg) und dem Vogelschutzverein gibt es den Männer- und Burschenverein Brandlberg. Dieser setzt sich aktiv für die Förderung von Brauchtum und Traditionen ein und engagiert sich in zahlreichen sozialen und politischen Projekten. Außerdem organisiert er jährlich das Johannisfeuer Brandlberg und das Bergfest zur Kirchweih, der 1977 durch den Verein errichteten Marienkapelle Brandlberg.

### Verkehr
Beide Stadtteile wurden im Oktober 2012 an die neu gebaute zweispurige Ostumgehung Pilsen-Allee angeschlossen, die östlich der Bahnlinie verläuft. Hierdurch wird eine direkte Verkehrsanbindung an die B 16 ermöglicht.

### Marienkapelle
Im Naturschutzgebiet wurde 1977 vom Männer- und Burschenverein Brandlberg die Marienkapelle Brandlberg errichtet.

### Natur
Das Naturschutzgebiet Brandlberg umfasst Teilflächen der Hänge des Brandlbergs mit ökologisch wertvollen Magerrasenflächen.

## Karten

Stadtbezirk 06 = Brandlberg-Keilberg
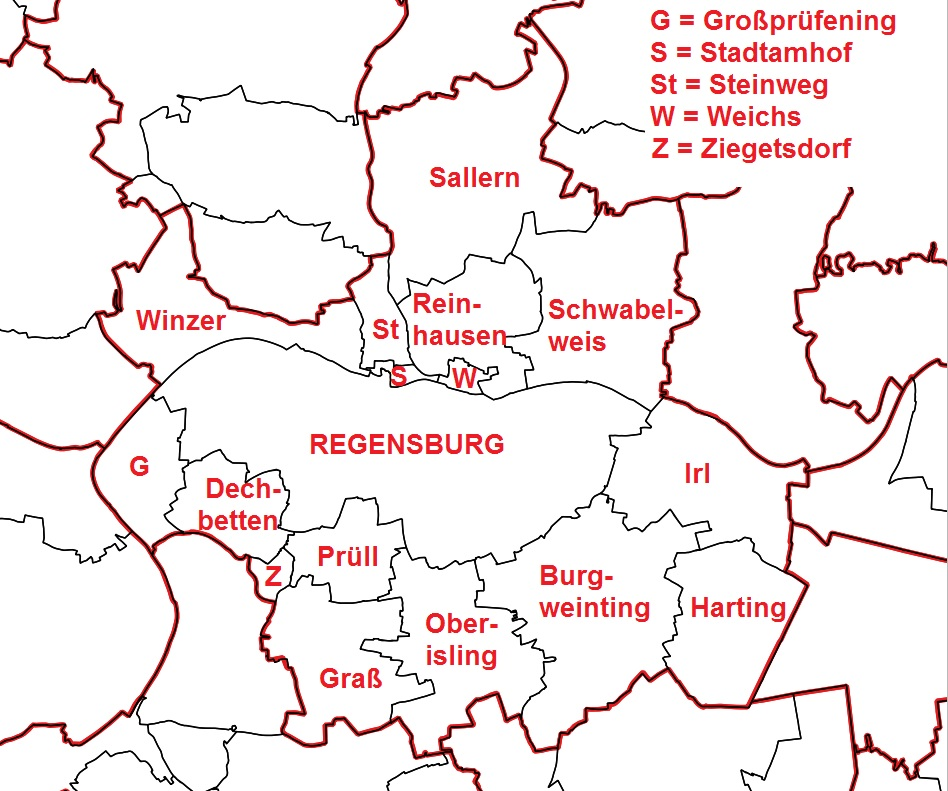
Der Stadtbezirk liegt größtenteils auf dem Gebiet der Gemarkung Schwabelweis (der Stadtbezirk 09 Schwabelweis liegt südlich angrenzend)